# Duncan Mackinnon
Duncan Mackinnon (ur. 29 września 1887 w Paddington, zm. 9 października 1917 w Langemark) – brytyjski wioślarz i wojskowy, złoty medalista olimpijski.
Kształcił się w Rugby School i Magdalen College Uniwersytetu Oksfordzkiego. Trzykrotnie brał udział w The Boat Race: w latach 1909, 1910 i 1911 odniósł trzy zwycięstwa z rzędu.
Wystąpił na igrzyskach olimpijskich w Londynie w 1908 roku, gdzie brytyjska osada Magdalen w składzie: Collier Cudmore, James Angus Gillan, Duncan Mackinnon i John Somers-Smith zdobyła złoty medal w czwórkach bez sternika. Był to jego jedyny start olimpijski.
Po wybuchu I wojny światowej wstąpił do British Army. Otrzymał przydział w stopniu podporucznika do jednostki Royal North Devon Yeomanry, z którą wziął udział między innymi w bitwie o Gallipoli. Następnie służył, już jako porucznik w Scots Guards. Zginął na froncie zachodnim, w trakcie bitwy pod Passchendaele.